# 崇拜
崇拜（ピン音:Chóng Bài、チョンバイ）は、2007年11月9日にロックレコードから発売されたマレーシア出身の女性歌手、梁静茹（フィッシュ・リョン）のアルバム。
日本では『j'Adore』（ジャドール）というタイトルで2008年2月20日に発売された。販売元はポニーキャニオン。

## 収録曲
1. 崇拜
作詞:陳沒、作曲:彭學斌
2. C'est La Vie
作詞:黄婷、作曲:易桀齊+伍冠諺
3. 每天第一件事 （毎日最初にすること）
作詞:姚若龍、作曲:伍仲衡
4. 會呼吸的痛 （息をするたび）
作詞:姚若龍、作曲:宇恆
5. 101
作詞:林白、作曲:康小白
6. 一秒的天堂 （一秒だけの天国）
作詞:陳没、作曲:Debbie
7. 給未來的自己 （未来の私へ）
作詞:黄婷、作曲:張正宗
8. 知多少 （どれだけのことを）
作詞:小寒、作曲:黄韻仁
9. 生命中不可承受的輕 （耐えられない存在の軽さ）
作詞:陳沒、作曲:鴉片丹
10. 三吋日光 （3つのお願い）
作詞:方文良+陳沒、作曲:方文良
11. 原來你也唱過我的歌 （あなたも私の曲を歌った事があるなんて） - 広東語
作詞:藍奕邦、作曲:藍奕邦

## その他
- ジャケット写真は、日本の写真家である蜷川実花によって撮影された。
- 「生命中不可承受的輕」には歌詞違いのバージョン「我決定」（作詞:林志年+黄婷）が存在する。「我決定」は2008年8月28日に発売されたライブアルバム『今天情人節』に収録されている（スタジオ音源）。